# Захаровка (Алтайский край)
Захаровка — упразднённое село в Кулундинском районе Алтайского края. Входило в состав Воздвиженского сельсовета. Ликвидировано в 1970-е годы г.

## География
Располагалось в 6 км к юго-западу от села Воздвиженка.

## История
Основано в 1910 году. В 1928 году посёлок Захаровский состоял из 40 хозяйств, основное население — украинцы. В составе Самбарского сельсовета Славгородского района Славгородского округа Сибирского края. Колхоз «Наша победа».

## Население
| год     | 1928 | 1948 | 1955 | 1959 |
| ------- | ---- | ---- | ---- | ---- |
| человек | 173  | 140  | 148  | 94   |